# Варес, Алексей Михайлович
Алексей Михайлович Варес (9 января 1907, Пустошь, Санкт-Петербургская губерния — 16 ноября 1990, Таллин) — советский врач-педиатр, Герой Социалистического Труда (4 февраля 1969).

## Биография
Алексей Михайлович Варес родился 9 января 1907 года в деревне Пустошь Красная в Гдовском уезде Санкт-Петербургской губернии.
С 1926 года — в рядах РККА. В 1931 году окончил Военно-медицинскую академию в Ленинграде, после чего служил военным врачом. Уволен с военной службы в 1946 году в звании майора медицинской службы.
Работал врачом-педиатром, главным врачом детской больницы в Таллине (Эстонская ССР), заместителем главного врача Таллинской республиканской больницы, а в 1959 году назначен на должность главного педиатра Министерства здравоохранения Эстонской ССР.
Указом Президиума Верховного Совета СССР от 4 февраля 1969 года за большие заслуги в области охраны здоровья советского народа Алексею Михайловичу Варесу присвоено звание Героя Социалистического Труда с вручением ордена Ленина и медали «Серп и Молот».
С 1969 года и до выхода на пенсию работал на должности заведующего педиатрическим отделением Таллинской республиканской больницы.
Алексей Михайлович Варес умер 16 ноября 1990 года в Таллине.

## Награды
- Медаль «Серп и Молот» Героя Социалистического Труда и орден Ленина (04.02.1969);
- Орден Красной Звезды (06.11.1947 — за выслугу лет);
- Медали, в том числе:
  - «За боевые заслуги» (03.11.1944 — за выслугу лет)
  - «За победу над Германией»
  - «За победу над Японией»
  - «За трудовую доблесть» (11.02.1961)
  - «За трудовое отличие» (01.10.1965)
- Заслуженный врач Эстонской ССР (1963).